# Cézia
Cézia is een plaats en voormalige gemeente in het Franse departement Jura (regio Bourgogne-Franche-Comté) en telt 71 inwoners (2009). De plaats maakt deel uit van het arrondissement Lons-le-Saunier. Cézia is op 1 januari 2019 gefuseerd met de gemeenten Chemilla, Lavans-sur-Valouse en Saint-Hymetière tot de gemeente Saint-Hymetière-sur-Valouse. 

## Geografie
De oppervlakte van Cézia bedraagt 3,5 km², de bevolkingsdichtheid is dus 20,3 inwoners per km².
De onderstaande kaart toont de ligging van Cézia met de belangrijkste infrastructuur en aangrenzende gemeenten.

## Demografie
Onderstaande figuur toont het verloop van het inwonertal (bron: INSEE-tellingen).